# Capheris maculata
Capheris maculata är en spindelart som först beskrevs av Marx 1893.  Capheris maculata ingår i släktet Capheris och familjen Zodariidae. Inga underarter finns listade.